# Србобран (Исток)
Србобран (алб. Serbobran) је насеље у општини Исток на Косову и Метохији.

## Историја
Совљак је стари назив за село и предео на коме је првих деценија XX века основано село Србобран, удаљено 2,5 км источно од Ђураковца. У Светоарханђеловској хрисовуљи 1348. уписано је као Совјак, међаш Драгољевца. По предању сељака стариника, село је добило назив по совама којих је било мноштво у шумама око села. Албанци су село спаљивали два пута у другој половини XX века, априла 1941. године и поново маја месеца 1999. године. Оба пута су све Србе из села протерали пошто су им спалили куће, посекли воћке и поломили надгробне споменике.

## Демографија
Насеље сада има албанску етничку већину.
| Година       | 1948 | 1953 | 1961 | 1971 | 1981 | 1991 |
| ------------ | ---- | ---- | ---- | ---- | ---- | ---- |
| Становништво | 181  | 214  | 203  | 245  | 351  | 331  |

|  |